# Héctor Alterio
Héctor Benjamín Alterio Onorato (Buenos Aires, 21 september 1929) is een Argentijns acteur. Hij is de vader van acteur Ernesto Alterio en actrice Malena Alterio. In 1977 won hij de Zilveren Schelp voor beste acteur voor zijn rol in de film A un dios desconocido op het Filmfestival van San Sebastián.

## Filmografie (selectie)
- 1976 - Cría cuervos
- 1978 - Las truchas
- 1978 - Las palabras de Max
- 1982 - Antonieta
- 1983 - Il quartetto Basileus
- 1984 - De grens
- 1985 - La historia oficial
- 1985 - Flesh+Blood
- 1994 - El detective y la muerte
- 2001 - El hijo de la novia
- 2011 - Intruders